# سلست هدلی
سلست هدلی (به انگلیسی: Celeste Headlee) (زاده ۳۰ دسامبر ۱۹۶۹ میلادی) پیش از این میزبان برنامه در فکر دوم (به انگلیسی: On Second Thought) از رادیو پخش عمومی جورجیا بود. و میزبان برنامه صبحگاهیِ ملی The Takeaway از پابلیک رادیو اینترنشنال و WNYC بود. پیش از آن و در در سال ۲۰۰۹، او خبرنگار بخش غرب‌میانه آمریکا برای برنامهٔ روز به روز ان‌پی‌آر بود و میزبان یک برنامه هفتگی در رادیو عمومی دیترویت. هدلی همچنین نویسندهٔ «کتاب ما باید صحبت کنیم: چگونه گفتگوهایی داشته باشیم که اهمیت داشته باشند» است.

## زندگی
سلست هدلی متولد ۳۰ دسامبر ۱۹۶۹ در وایتیر، کالیفرنیا، دختر جودیت آن استیل، نویسنده، و لری هدلی، یک زمین شناسدریایی است. پدرش تبار اروپایی دارد. پدربزرگ مادری او آفریقایی آمریکایی بود و مادربزرگ مادرش از تبار یهودی روسی بود.